# Tenagodus squamatus
Tenagodus squamatus là một loài ốc biển, là động vật thân mềm chân bụng sống ở biển thuộc họ Siliquariidae.

## Miêu tả
Độ dài vỏ lớn nhất ghi nhận được là 170 mm.

## Môi trường sống
Độ sâu nhỏ nhất ghi nhận được là 0 m. Độ sâu lớn nhất ghi nhận được là 732 m.